# Étriac

Étriac este o comună în departamentul Charente, Franța. În 1 ianuarie 2022 avea o populație de 200 de locuitori.